# Juan Diego Cuauhtlatoatzin
Juan Diego Cuauhtlatoatzin, né en 1474 et mort le 30 mai 1548 à Mexico, également connu sous le nom de Juan Diego ou saint Juan Diego est le premier chrétien Amérindien déclaré saint par l'Église catholique. Il est canonisé par le pape Jean-Paul II en 2002, et sa fête est liturgiquement commémorée le 9 décembre par l'Église. La tradition en fait un Indien mexicain de la tribu des Nahuas qui aurait assisté en 1531 à l'apparition de la Vierge Marie sous la représentation de la Vierge de Guadalupe.
La basilique Notre-Dame-de-Guadalupe de Mexico, située au pied de la colline de Tepeyac, possède le manteau ou cape de Juan Diego (connu sous le nom de tilma) sur lequel une image de la Vierge aurait été imprimée par un miracle comme « un gage d'authenticité des apparitions ». Ces apparitions et la transmission de l'image miraculeuse sont à la base de la vénération de Notre-Dame de Guadalupe, qui est omniprésente au Mexique et qui prévaut dans toute l'Amérique latine. En conséquence, la basilique de Guadalupe est devenue le principal centre de pèlerinage pour les catholiques dans le monde, avec 20 millions de visiteurs par an.
La première contestation de l'historicité du personnage remonte à l'extrême fin du XVIIIe siècle, par l'historien Juan Bautista Muñoz (es). Ce débat a été rouvert à l'occasion du projet de béatification et de canonisation de Juan Diego par l’Église catholique à la fin du XXe siècle. Une opposition est même apparue parmi certains ecclésiastiques mexicains qui contestaient l'historicité des événements (l'apparition de la Vierge à Juan Diego). Ce conflit, qui s'est étalé dans la presse, a poussé la Congrégation pour la cause des saints à revalider l'historicité du futur saint, avant de valider sa canonisation.
Depuis le XVIIe siècle, la figure de Juan Diego (et la Vierge de Guadalupe), est vue comme un « pont unificateur » entre les différentes populations du Mexique, et par extension, de toute l'Amérique. L'image « indigène » de la Vierge sur sa tilma, le message transmis par la Vierge et répercuté par l’Église, sont interprétés et relus comme une passerelle entre les colons espagnols et européens, les populations autochtones du pays, et les populations métisses.
Depuis la fin du XXe siècle, l’Église a développé « un message et un rôle d'évangélisation » affecté à Juan Diego envers les populations américaines. Enfin, depuis les années 1980, l'épiscopat sud-américain a développé dans sa pastorale le thème de « la défense des droits des peuples autochtones ». Le pape Jean-Paul II, à l'occasion de la béatification de Juan Diego, a placé l'Indien comme « protecteur et défenseur des peuples autochtones ».

## Biographie
Selon la tradition, Juan Diego est né en 1474 dans l'État de Mexico, à Cuautitlán, une ville aztèque à 20 km au nord de Tenochtitlan (aujourd'hui Mexico). Le nom donné à sa naissance - Cuauhtlatohuac - signifie « celui qui parle en aigle », en langue nahuatl.
Lors de l'arrivée des conquistadors espagnols et de la chute de l'empire aztèque, il se convertit au catholicisme vers 1524 ou 1525 et prend le nom de Juan Diego. Il se retire alors dans une mission catholique de frères franciscains à Tolpetlac.

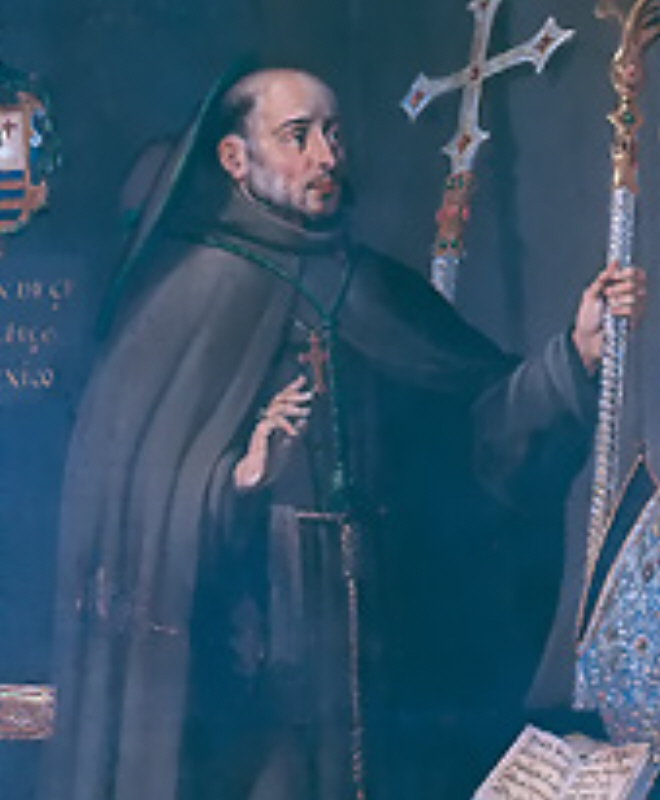
Juan de Zummárraga, premier évêque de Mexico.

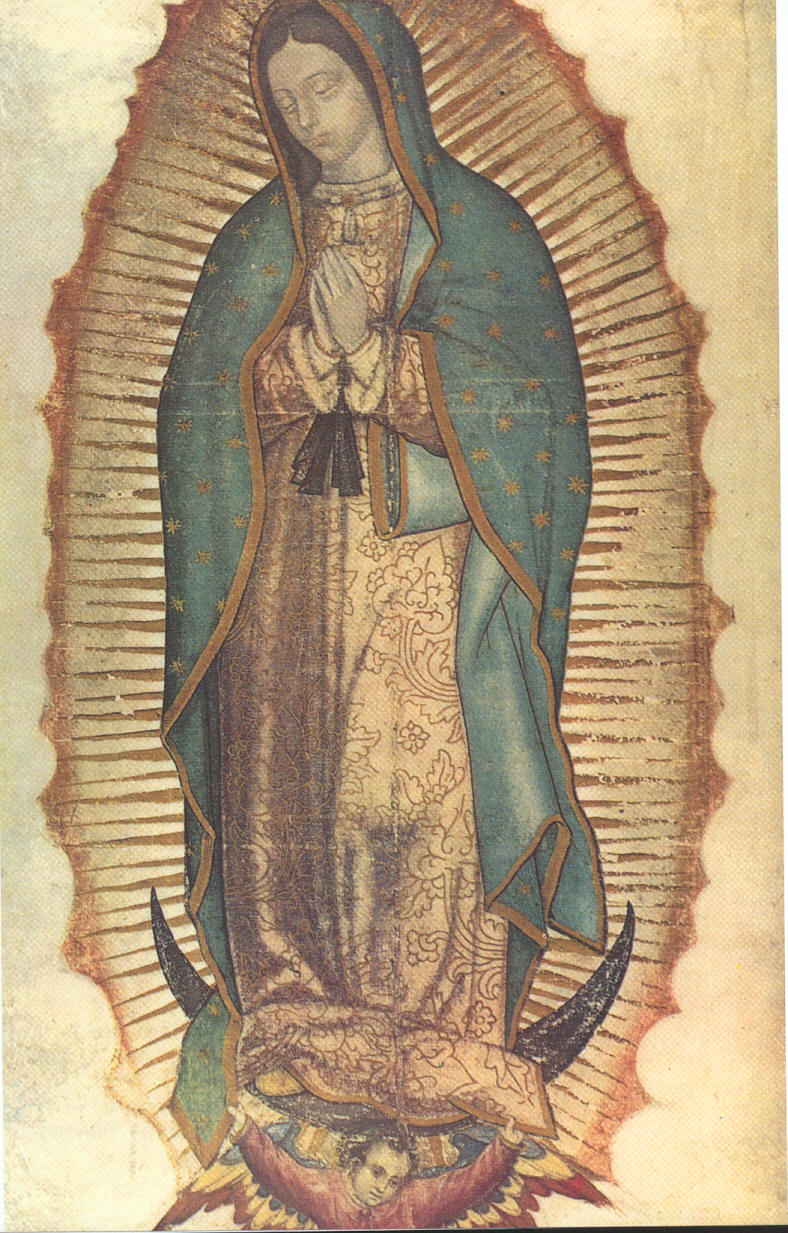
Notre-Dame de Guadalupe.

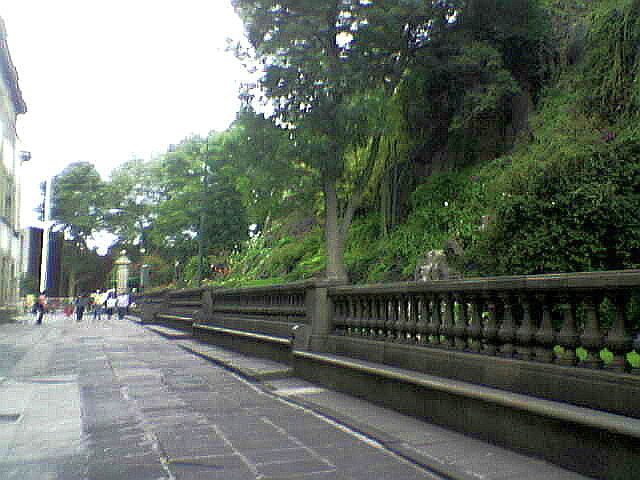
Au pied de la colline de Tepeyac.

Alors qu'il se rend à pied à Mexico, le 9 décembre 1531, la Vierge Marie lui serait apparue sur la colline de Tepeyac, et lui aurait parlé en langue nahuatl. À l'occasion de cette vision, la Vierge lui aurait  demandé de faire construire une église en ce lieu, et pour cela, d'aller voir l'évêque de la ville. Juan Diego va voir l'évêque espagnol, Juan de Zumárraga, pour lui transmettre la requête. Celui-ci ne le croit pas et lui demande un signe probant de la demande mariale.
Le 12 décembre, la Vierge Marie apparaît alors une nouvelle fois à Juan Diego et, pour répondre à la demande de l'évêque, elle invite l'Indien à aller cueillir des roses sur la colline (c'était alors en plein hiver). Juan Diego trouve les roses et les présente à l'évêque. Lorsque les fleurs tombent de la tunique, une icône de la Vierge reste imprimée sur le tissu. L'évêque est alors convaincu de l'authenticité de la démarche de l'Amérindien,.
Une première chapelle est édifiée, au pied de cette colline pour accueillir la précieuse relique (l'image de Notre-Dame de Guadalupe restée imprimée sur la tilma de Juan Diego). Juan Diego s'installe sur place dans un ermitage et accueille les pèlerins indigènes, favorisant le mouvement de conversions religieuses au catholicisme, encouragé par les missionnaires espagnols.
Juan Diego meurt à Mexico, le 30 mai 1548, à l'âge de 74 ans.

## Historicité du personnage

### Sources historiques

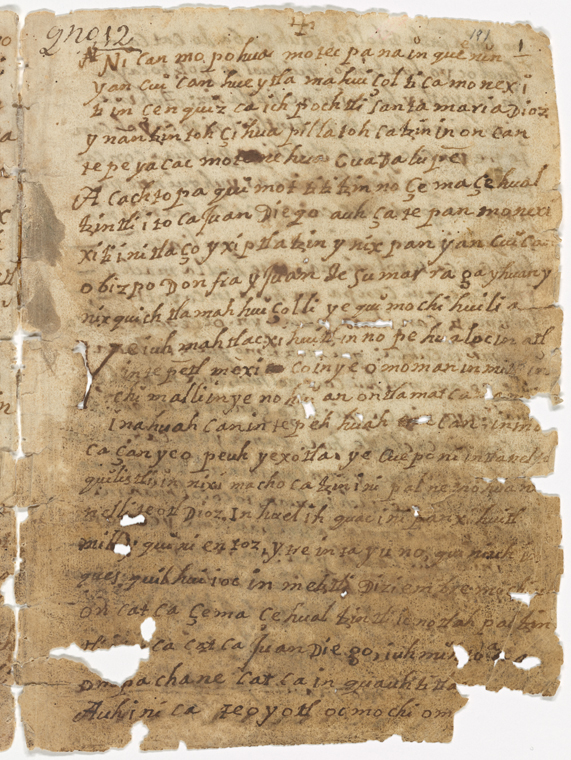
Copie du Nican mopohua conservé à la bibliothèque de New-York.

Les plus importantes documents approuvés par l'Église Catholique lors du procès en canonisation de Juan Diego sont : 
- Le Nican mopohua, le récit des apparitions écrit en nahuatl, la langue parlée par les Indiens de la vallée de l’Anahuac (Mexico) écrit vers 1545-1548[6] par Antonio Valeriano. Élève brillant du Collège de Santa Cruz de Tlatelolco, où il apprit l’espagnol et le latin, il fut nommé professeur à 21 ans, puis vice-recteur du collège et informateur de l'historien Fray Bernardino de Sahagún. Son manuscrit fut publié pour la première fois en 1649. Une des copies originales de l'époque de ce très précieux document se trouve à la Bibliothèque Publique de New York[7], et a fait l’objet d’une multitude d’études par un grand nombre d’historiens.
- Les témoignages recueillis lors des informations juridiques de 1666 (en)[8].
- Le Codex Escalada, découvert durant les phases d'enquêtes de canonisation.

Nican mopohua.
Ce document manuscrit, publié en 1649, mais dont il existe plusieurs copies (à la bibliothèque d'Espagne, à la BNF, ou à la bibliothèque de New-York), est daté de 1556. Attribué par de nombreux historiens spécialistes en langue nahuatl à Antonio Valeriano (consensus assez large dans le milieu scientifique, malgré une critique toujours présente),.
Codex Escalada

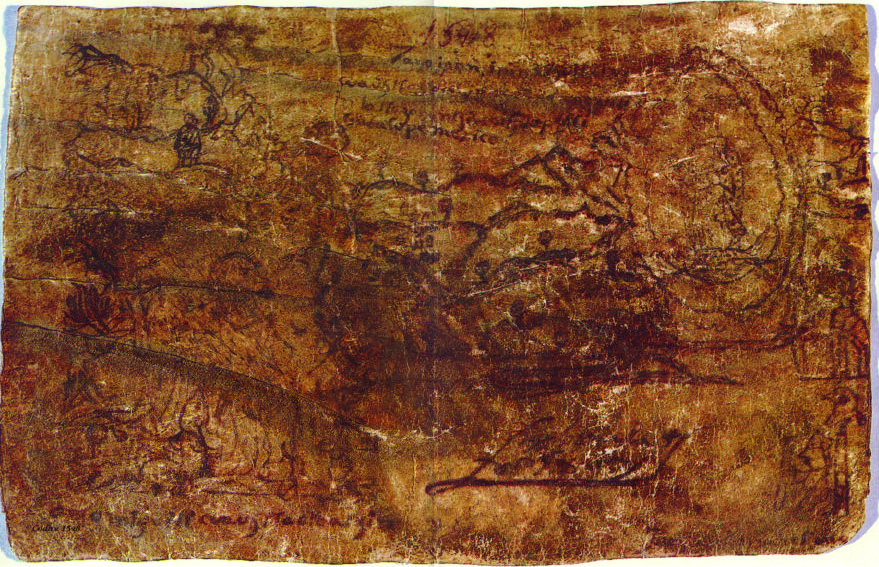
Le Codex Escalada, daté du milieu du XVIe siècle.

Ce Codex (ou Codex 1548) est une feuille de parchemin sur laquelle ont été dessinées, à l'encre et dans le style européen, des images (accompagnées d'un texte en nahuatl) illustrant l'apparition mariale de Notre-Dame de Guadalupe à Juan Diego sur la colline de Tepeyac, au nord du centre de Mexico. Le parchemin a été découvert pour la première fois en 1995 et daté de l'année 1550 (environ),,,.
Le livre-dossier (El encuentro de la Virgen de Guadalupe y Juan Diego) dont les auteurs, Fidel González Fernández, Eduardo Chávez Sánchez et José Luis Guerrero Rosado, postulateurs pour la cause de Juan Diego, présentent les événements vécus par le Mexique au XVIe siècle, est le fruit des années de longues recherches dans le but de démontrer historiquement la vérité sur la vie de Juan Diego.

### Contestations et critiques

#### Chez les historiens
L'historicité de Juan Diego a soulevé un débat historiographique car les premiers documents publiés faisant référence à ce personnage remontent à 1648 (publication du livre Imagen de la Virgen María par  Miguel Sánchez (en)) et 1649 (publication du Huei tlamahuiçoltica par Luis Lasso de la Vega), soit plus d'un siècle après sa mort. Certains historiens restent ainsi sceptiques quant à l'existence réelle de Juan Diego.
La première contestation historique remonte à l'extrême fin du XVIIIe siècle avec la rédaction par Juan Bautista Muñoz (es) de son « Mémoire sur les apparitions et le culte de Notre-Dame de Guadalupe de Mexico ». L'historien espagnol rejetant les écrits indigènes conclut que les apparitions mariales de 1531 sont un mythe construit par le clergé,. Ses écrits amènent de vives réactions au Mexique.
Dans les années 1990, avec le projet de béatification, puis de canonisation, les historiens ont ravivé les doutes quant à la qualité des preuves concernant « l'historicité » de Juan Diego. Les écrits (qui nous sont parvenus) de Mgr Zumárraga, entre les mains duquel Juan aurait remis l'image miraculeuse, ne font référence ni à lui ni à cet événement. Le compte rendu de l'enquête ecclésiastique de 1556 l'a omis et il n'a pas été mentionné dans la documentation (du clergé espagnol) avant le milieu du XVIIe siècle.
En 1995, le père jésuite Xavier Escalada, annonce la découverte fortuite d'une feuille de parchemin (connue sous le nom de Codex Escalada), qui contient un compte rendu illustré de la vision et quelques notations en nahuatl concernant la vie et la mort de Juan Diego. Cette annonce qui se situe presque à mi-chemin entre la béatification et la canonisation de Juan Diego en 1990 et 2002 respectivement, et le parchemin daté du milieu du XVIe siècle (soit quelques années après la mort de Juan Diego) amène de nouvelles critiques « sur l'authenticité de la découverte, et du document ». Avant la découverte du parchemin, la première publication évoquant Juan Diego était Imagen de la Virgen María de Miguel Sánchez (es), publiée au Mexique en 1648. Si le parchemin ne contient pas de faits nouveaux alors inconnus et relatifs à Juan Diego ou aux apparitions (son nom d'origine et l'année de sa mort étaient déjà connus via d'autres sources, et le rôle d'Antonio Valeriano dans la promotion du culte de Notre-Dame de Guadalupe  était déjà connu via le Nican mopohua), ce codex atteste l'ancienneté du culte de Notre-Dame de Guadalupe, ainsi que de l’existence de Juan Diego, et de sa mort. Si, bien sûr, le Nican mopohua est bien attribué à Antonio Valeriano, comme cela a toujours été le cas, malgré les récentes critiques,,,.
Selon une étude anthropologique d'Hilda Chávez, il faudra revoir l'idée que Juan Diego ait été un Indien d'origine pauvre car les traditions orales laissent penser qu'il s´agissait au contraire d´un noble.

#### Dans le clergé catholique
En 1996, un abbé de la basilique de Guadalupe, Guillermo Schulenburg (en), âgé de 83 ans, a été contraint de démissionner à la suite d'un entretien publié dans le magazine catholique Ixthus, dans lequel il citait Juan Diego comme étant « un symbole, pas une réalité », et que sa canonisation serait « la reconnaissance d'un culte. Ce n'est pas une reconnaissance de l'existence physique et réelle d'une personne ». En 1883, Joaquín García Icazbalceta, historien et biographe de Mgr Zumárraga, dans un rapport confidentiel sur la Vierge de Guadalupe pour Mgr Labastida, avait hésité à soutenir l'histoire de la vision. Il a conclu que Juan Diego n'avait pas existé.
Dès l'annonce de la canonisation de Juan Diego en janvier 2002, un groupe de cinq hauts dignitaires de l'Église mexicaine mené par l'abbé de la basilique de Guadalupe Guillermo Schulenburg, ose critiquer, selon leur expression, ce que « bon nombre d'universitaires et de gens cultivés préfèrent taire tant le sujet est passionnel ». Selon le récent ouvrage publié par  Guillermo Schulenburg (en), l'existence de Juan Diego n'en est pas moins douteuse, car il n'existe aucun témoignage direct concernant sa vie, les premiers écrits lui faisant référence datant de la moitié du XVIIe siècle.
Des courriers furent envoyés à Rome, aux autorités du Vatican (pour contester le travail de la Congrégation pour la cause des saints), et même diffusés dans la presse, ce qui aggrava la polémique.
En partie pour répondre à ces questions, ainsi qu'à d’autres, la Congrégation pour la cause des saints a rouvert la phase historique de l’enquête en 1998. En  novembre de la même année, la congrégation s'est déclarée satisfaite des résultats obtenus. Après la canonisation de Juan Diego en 2002, l’Église catholique considère la question comme close.

## Importance et reconnaissance dans l’Église catholique

### Béatification et canonisation

#### Béatification

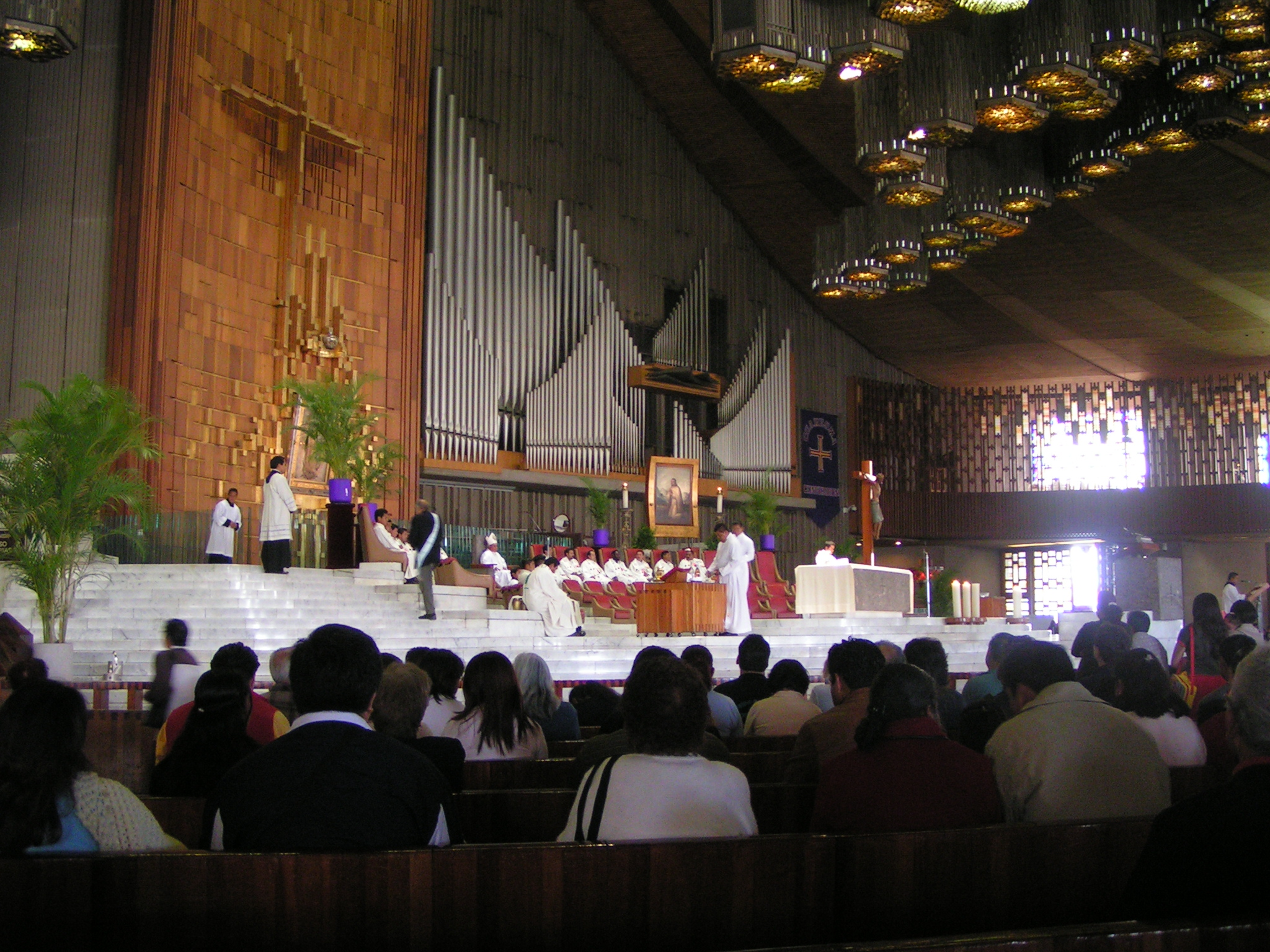
Intérieur de la basilique Notre-Dame-de-Guadalupe où s'est déroulée la béatification en 1990.

Le mouvement moderne de canonisation de Juan Diego (à distinguer du processus d’obtention de l’approbation officielle du culte de Guadalupe, commencé en 1663 et réalisé en 1754), a pris naissance en 1974, au cours de célébrations marquant le 500e anniversaire de sa naissance, mais ce n’est qu’en janvier 1984 que l’archevêque de Mexico, le cardinal Ernest Corripio Ahumada, a nommé un postulateur chargé de superviser et de coordonner le processus de canonisation,,. La procédure pour cette première étape (aussi désignée comme étape diocésaine) du processus de canonisation avait récemment été réformée et simplifiée par le pape Jean-Paul II.
L’enquête diocésaine a été officiellement clôturée en mars 1986 et le décret ouvrant la phase romaine de la procédure a été obtenu le 7 avril 1986. Lorsque le décret de validité de l’enquête diocésaine a été rendu le 9 janvier 1987 (permettant de poursuivre), le candidat est devenu officiellement « vénérable ». Le Positio a été publié en 1989, année où tous les évêques du Mexique ont présenté une pétition au Saint-Siège pour soutenir la cause de béatification. Par la suite, la Positio a été examinée minutieusement par des consultants en histoire (étude achevée en janvier 1990) et par des experts en théologie (examen conclu en mars 1990), à la suite de quoi la Congrégation pour la cause des saints a officiellement approuvé la Positio et le pape Jean-Paul II a signé le décret le 9 avril 1990. Le processus s'est achevé lors de la cérémonie de béatification présidée par le pape Jean-Paul II à la basilique Notre-Dame de Guadalupe de Mexico le 6 mai 1990. Le 9 décembre a été déclaré jour de la fête du « Bienheureux Juan Diego Cuauthlatoatzin »,,. Conformément aux cas exceptionnels prévus par Urbain VIII (1625-1634) pour réglementer les procédures de béatification et de canonisation, l'exigence d'un miracle préalable à la béatification a été supprimée (pour Juan Diego), en raison de l'antiquité du culte.

#### Le miracle
Bien que la béatification ait été déclarée « équipollente », il était normalement exigé qu'au moins un miracle soit obtenu à l'intercession du futur saint avant que sa cause de canonisation puisse être menée à son terme. Les événements considérés « comme satisfaisant » à cette exigence se sont déroulés du 3 au 9 mai 1990 à Querétaro au Mexique (et précisément durant la période de béatification) lorsqu'un toxicomane de 20 ans nommé Juan José Barragán Silva est tombé du balcon d'un appartement situé à 10 mètres de haut, sur la tête, sur une surface en ciment (apparemment dans une tentative de suicide). Sa mère Esperanza, témoin de la chute, a fait appel à Juan Diego pour sauver son fils gravement blessé à la colonne vertébrale, au cou et au crâne (avec une hémorragie intra-crânienne). Barragán a été emmené à l'hôpital où il est entré dans le coma. Le jeune homme est soudainement sorti du coma le 6 mai 1990. Une semaine plus tard, il était suffisamment rétabli pour rentrer chez lui.
Le miracle présumé a fait l'objet d'une enquête conformément à la procédure habituelle de la Congrégation pour les Causes des saints : d’abord, les faits de la cause (y compris les dossiers médicaux et six dépositions de témoins oculaires, dont ceux de Barragán et de sa mère) ont été rassemblés à Mexico et transmis à Rome pour approbation quant à la suffisance, ce qui a été accordé en novembre 1994. Ensuite, le rapport unanime de cinq conseillers médicaux (sur la gravité des blessures, leur probabilité d'être fatales, l'impossibilité de toute intervention médicale pour sauver le patient, son rétablissement complet et durable, et son incapacité à l'attribuer à une maladie connue, le processus de guérison) a été reçu et approuvé par la Congrégation en février 1998. De là, le dossier a été transmis aux conseillers en théologie qui ont examiné le lien entre :
1. la chute et les blessures,
2. la foi de la mère en le « Bienheureux Juan Diego » et l'invocation de celui-ci,
3. le rétablissement, inexplicable sur le plan médical.

Leur approbation unanime a été signifiée en mai 2001. Enfin, en septembre 2001, la Congrégation pour les causes des saints a voté en faveur du miracle. Le décret relatif à la reconnaissance officielle des événements comme miraculeux a été signé par le pape Jean-Paul II le 20 décembre 2001,.

#### Canonisation
Le processus de canonisation a été soumis à des retards et à des obstacles de différentes natures. En l’espèce, certaines interventions ont été lancées début 1998 par un petit groupe d’ecclésiastiques mexicains (jadis rattachés à la basilique de Guadalupe), qui demandaient que l’on procède à un réexamen du caractère suffisant de l’enquête historique. Cette révision, qui se produit fréquemment dans les cas de béatifications équipollentes, a été confiée par la Congrégation pour la cause des saints (agissant de concert avec l’archidiocèse de Mexico) à une commission historique spéciale présidée par les historiens ecclésiastiques mexicains Fidel González, Eduardo Chávez Sánchez et José Guerrero. Les résultats de cet examen ont été présentés à la Congrégation pour la cause des saints le 28 octobre 1998, qui les a approuvés à l'unanimité,,.
L'année suivante, le résultat des travaux de la Commission est publié dans un livre par González, Chávez Sánchez et José Luis Guerrero: « El encuentro de la Virgen de Guadalupe y Juan Diego ». Cette publication a amené une intensifications des protestations de ceux qui tentaient de retarder ou d'empêcher la canonisation, et les débats sur la qualité de la recherche présentée dans l'ouvrage, se déroulèrent d'abord en privé, puis en public. L'objection principale contre le livre était que celui-ci « ne réussissait pas à faire la distinction entre l'antiquité du culte et l'antiquité de la tradition des apparitions ». À l'opposé, l’argument (des défenseurs de la canonisation) était que chaque tradition comportait une phase orale initiale au cours de laquelle la documentation écrite ferait défaut. L’authenticité du Codex Escalada et la datation du Nican mopohua soit au XVIe siècle, soit au XVIIe siècle ont une incidence importante sur la durée de la phase orale de la transmission, (et donc dans leur pertinence en tant que preuve écrite). L’approbation finale du décret de canonisation a été signifiée dans un consistoire tenu le 26 février 2002, date à laquelle le pape Jean-Paul II a annoncé que le rite de la canonisation aurait lieu au Mexique, dans la basilique Notre-Dame-de-Guadalupe, le 31 juillet 2002. La célébration s'est tenue à la date annoncée,,.

#### Saint patron
Lors de l'homélie de béatification de Juan Diego en 1990, le pape Jean-Paul II nomme Juan Diego « protecteur et défenseur du peuple autochtone ».
Juan Diego est aussi choisi comme patron des JMJ 2019 au Panama.

### Signification pastorale dans l’Église du Mexique

#### L'évangélisation du nouveau monde

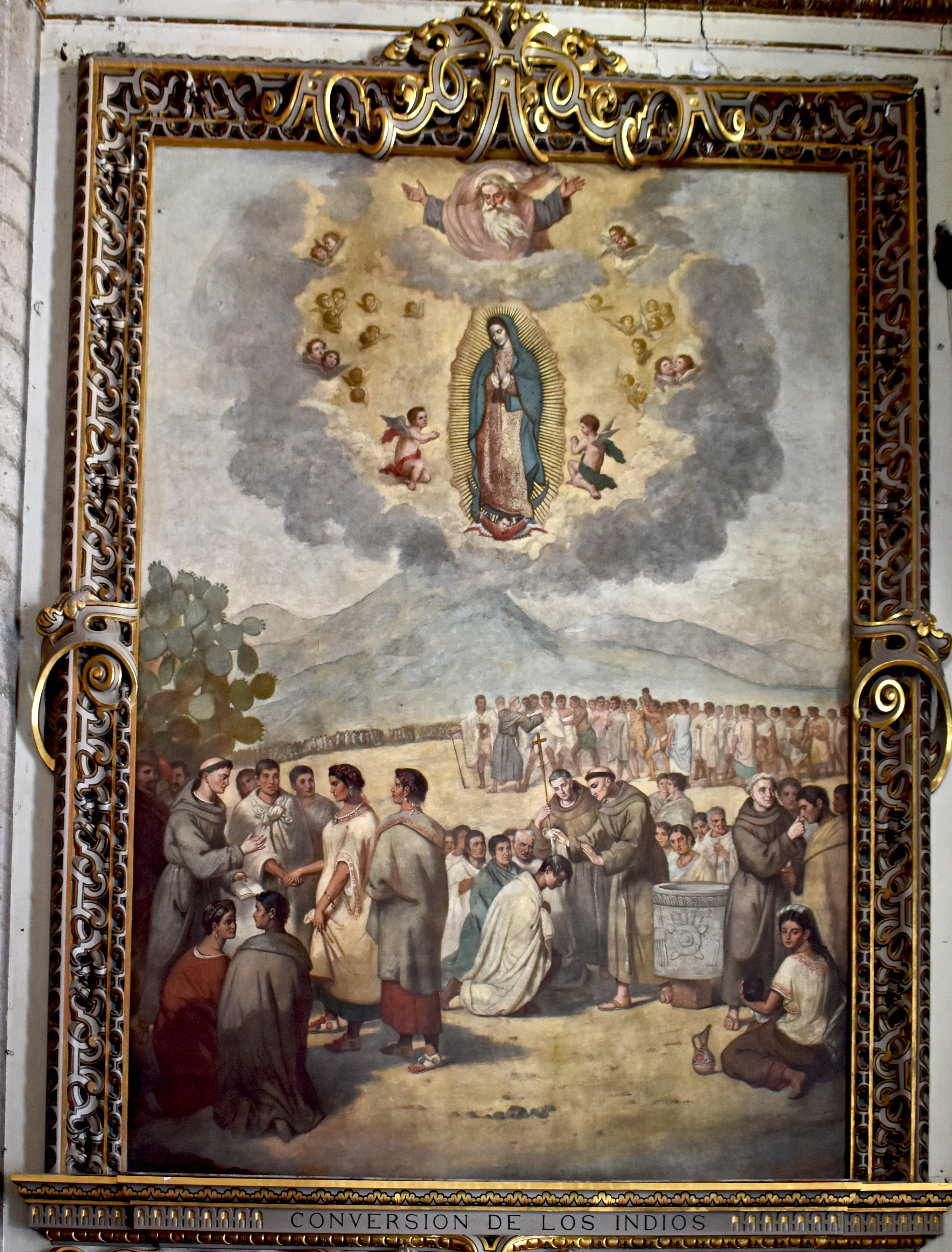
La conversion des Indiens. Felipe Gutiérrez, 1894.

L'auteur du Nican Mopectana ainsi que Miguel Sánchez expliquent que le but immédiat de la Vierge en se présentant à Juan Diego était évangélique : attirer les peuples du Nouveau Monde à croire en Jésus-Christ : « Au début, lorsque la foi chrétienne venait d'arriver ici, dans le pays que nous appelons aujourd'hui la Nouvelle-Espagne, la dame céleste, la Sainte Vierge Marie, chérie, aida et défendit à maints égards la population locale pour qu'elle puisse se donner entièrement à adhérer à la foi [...] afin de pouvoir l'invoquer avec ferveur et avoir pleinement confiance en elle, elle a jugé bon de se révéler pour la première fois à deux Indiens d'ici ».
L'importance de ce thème a été soulignée au cours des années qui ont précédé la canonisation de Juan Diego. Cette thématique a reçu une nouvelle impulsion dans la lettre pastorale publiée par le cardinal Rivera en février 2002 à la veille de la canonisation et a été affirmé par Jean-Paul II dans son homélie lors de la cérémonie de canonisation lorsqu'il a qualifié Juan Diego de « modèle d'évangélisation parfaitement inculturé », une allusion à l'implantation de l'Église catholique dans la culture autochtone par le biais de l'événement de Guadalupe,.

#### Réconcilier deux mondes

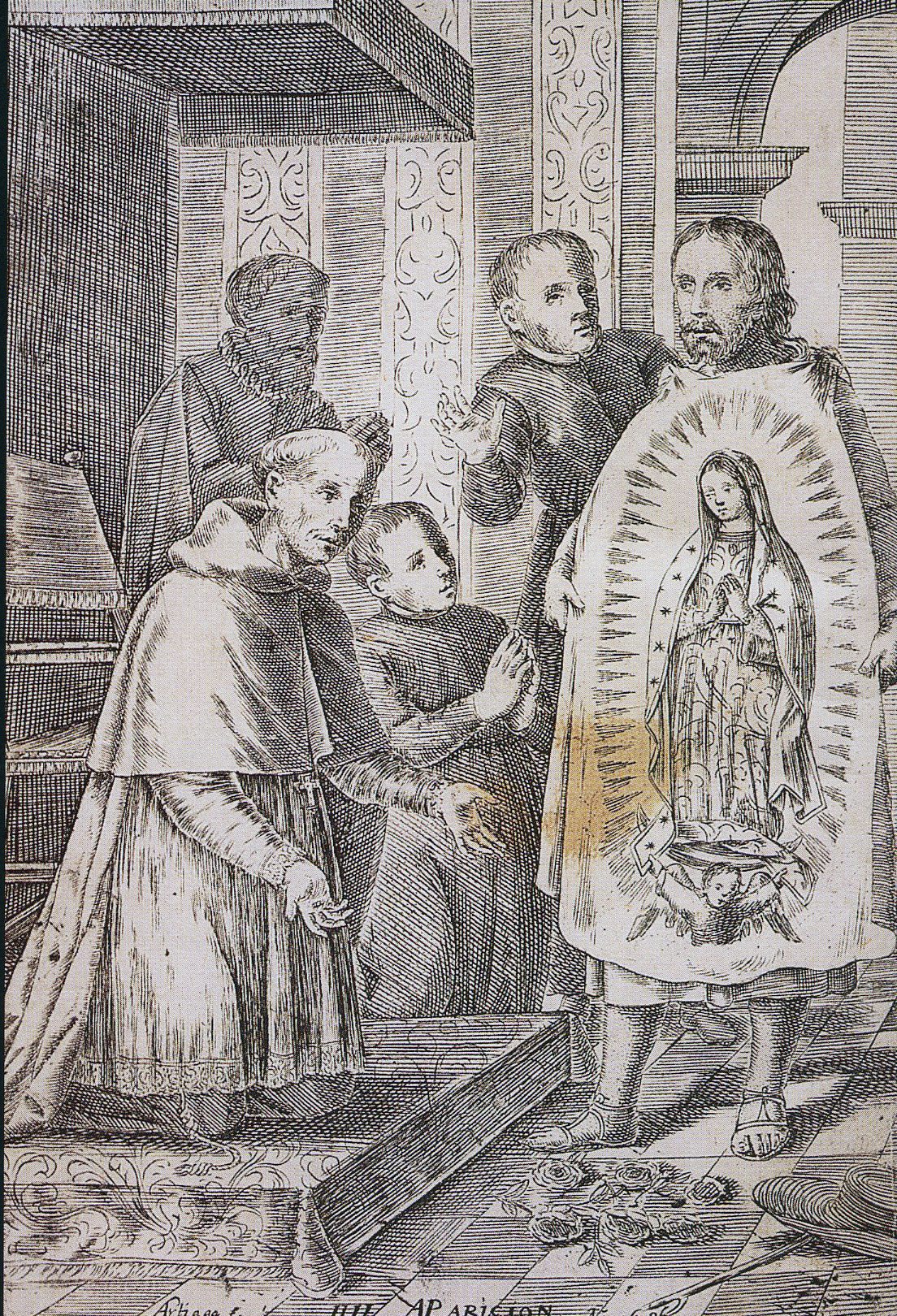
Gravure du XVIIe siècle du miracle de la tilma.

Au XVIIe siècle, Miguel Sánchez interpréta la Vierge comme s’adressant spécifiquement aux Indiens, tout en notant que Juan Diego lui-même considérait tous les habitants de la Nouvelle-Espagne comme ses héritiers spirituels, les héritiers de la « sainte image ». Les propres paroles de la Vierge à Juan Diego, rapportées par Sánchez, étaient (sur ce point) équivoques : elle cherchait un endroit à Tepeyac où elle pourrait se montrer : « en tant que mère compatissante envers vous et les vôtres, envers mes dévots, envers ceux qui devraient me chercher pour obtenir le soulagement de leurs besoins. ».
En revanche, les mots du message initial de la Vierge tels qu'ils sont rapportés dans Nican mopohua s'adressent, en termes spécifiques, à tous les résidents de la Nouvelle-Espagne sans distinction, tout en étant également ouverts d'autres peuples : « Je suis la mère compatissante de vous et de tout le monde, ici dans ce pays, et des divers autres peuples qui m'aiment et me réclament ».
L'introduction de Lasso de la Vega met en lumière la faveur spéciale mais non exclusive de la Vierge envers les peuples autochtones :  « vous souhaitez que nous, vos enfants, [vous] implorions, en particulier les habitants, les humbles roturiers à qui vous vous êtes révélés ».
À la fin du cycle de miracles du Nican Mopectana, il existe un vaste résumé qui englobe les différents éléments de la nouvelle société émergente « les populations locales et les Espagnols [Caxtileca] ainsi que tous les peuples différents qui l'ont appelée et suivie ».
Le rôle de Juan Diego, à la fois représentant et confirmant la dignité humaine des populations indiennes autochtones et revendiquant leur droit de revendiquer une place d’honneur dans le Nouveau Monde, est donc inscrit dans les récits les plus anciens, et il n’est cependant pas par la suite devenu latent, mais a attendu sa redécouverte au XXe siècle. L'archevêque Lorenzana, dans un sermon de 1770, a applaudi le fait évident que la Vierge a honoré les Espagnols (en stipulant le titre « Guadalupe »), les Indiens (en choisissant Juan Diego) et ceux métis (dans la couleur de son visage). Dans un autre passage de ce sermon, l'archevêque a noté une figure représentant « un huit » sur la robe de la Vierge et a déclaré que celle-ci représentait les deux mondes qu'elle protégeait (l'ancien et le nouveau). Cet objectif d'harmonisation et de reconnaissance des différentes cultures au Mexique plutôt que de les homogénéiser se reflétait également dans l'iconographie de la Vierge de Guadalupe au XVIIIe siècle, ainsi que dans les célébrations du couronnement de l'image de Guadalupe en 1895, où une place d'honneur a été donné à 28 Indiens de Cuautitlán (village de naissance de Juan Diego), Indiens venus vêtus d'un costume traditionnel. Le rôle éminent accordé aux participants autochtones lors de la cérémonie de canonisation en 2002, non sans critiques de la part des puristes liturgiques, constituait l’un des traits les plus frappants de cette célébration,.

#### Droit des populations indigènes
À la signification spirituelle et sociale de Juan Diego dans l’événement de Guadalupe, on peut ajouter un troisième aspect qui n’a commencé à être explicitement reconnu que récemment, bien qu’il soit implicite dans les deux aspects déjà évoqués : le droit des peuples autochtones à conserver leurs traditions culturelles, et leur mode de vie honorés et protégés contre les empiétements. Les trois thèmes étaient pleinement présents dans l'homélie du pape Jean-Paul II lors de la canonisation de Juan Diego le 31 juillet 2002, mais c'est le troisième qui a trouvé son expression la plus frappante dans son appel rassembleur : « Le Mexique a besoin des peuples autochtones. Les peuples autochtones ont besoin du Mexique ». Lors de la cérémonie de béatification de 1990, Juan Diego avait déjà été salué comme représentant de tout un peuple - tous les autochtones qui avaient accepté l'Évangile chrétien en Nouvelle-Espagne - et même comme « protecteur et défenseur du peuple autochtone ».
Dans le processus de développement industriel et économique observé dans de nombreuses régions du monde après la Seconde Guerre mondiale, les droits des peuples autochtones sur leur terre et sur l’expression sans obstruction de leur langue, de leur culture et de leurs traditions ont été sous pression, ou au mieux ignorés. L'industrialisation (menée par l'industrie du pétrole) a rendu le problème aussi aigu au Mexique qu'ailleurs. L’Église avait commencé à mettre en garde contre l’érosion des cultures autochtones dans les années 1960, mais c’était généralement dans le contexte des « pauvres », des « défavorisés » et des « minorités ethniques », souvent liés à la réforme agraire.
L’épiscopat latino-américain, lors de ses deuxième et troisième conférences générales de Medellín (en Colombie) en novembre 1968, puis de Puebla (au Mexique) en janvier 1979, a cessé de traiter les populations autochtones comme des personnes nécessitant une attention particulière, pour reconnaitre un devoir de promouvoir et de défendre la dignité des cultures autochtones. C'est dans ce contexte que le pape Jean-Paul II, commençant par un discours adressé aux peuples autochtones du Mexique en 1979, a élevé la reconnaissance des droits des peuples autochtones au rang de thème majeur distinct de la pauvreté et de la réforme agraire. La première fois qu'il associa Juan Diego à ce thème, cependant, ce n'était pas lors de son premier voyage apostolique au Mexique en 1979, mais lors d'une homélie lors d'une messe à Popayán, en Colombie, le 4 juillet 1986. De nombreux voyages papaux en Amérique latine à cette période ont été marqués par des réunions avec les peuples autochtones au cours desquelles ce thème a été présenté et développé
.

## Source
- (en) Cet article est partiellement ou en totalité issu de l’article de Wikipédia en anglais intitulé « Juan Diego » (voir la liste des auteurs).